# مارک-میشل
مارک-آنتوان-امه‌دی میشل (فرانسوی: Marc-Antoine-Amédée Michel‎) معروف به مارک-میشل (فرانسوی: Marc-Michel‎؛ ۲۲ ژوئیهٔ ۱۸۱۲ در مارسی – ۱۲ مارس ۱۸۶۸ در پاریس) نویسنده، روزنامه‌نگار، نمایشنامه‌نویس، و شاعر اهل فرانسه بود. امروزه او بیشتر به خاطر نمایش لوده‌گری که در سال ۱۸۵۱ به‌طور مشترک با اوژن لابیش نوشت، کلاه حصیری ایتالیایی، شناخته می‌شود، که از آن زمان بارها برای صحنه تئاتر و نمایش سینمایی اقتباس شده‌است.
او تحصیلات خود را در اکس-آن-پرووانس در سال ۱۸۲۱ در کالج سنت لوئیس که توسط یسوعی‌ها اداره می‌شد، آغاز کرد.